# Nedre Gärdsjö
Nedre Gärdsjö is een plaats in de gemeente Rättvik in het landschap Dalarna en de provincie Dalarnas län in Zweden. De plaats heeft 248 inwoners (2005) en een oppervlakte van 68 hectare.

## Verkeer en vervoer
Bij de plaats loopt de Länsväg 301.